# Alberto Taboada
Alberto Taboada, vollständiger Name José Alberto Taboada, ist ein ehemaliger uruguayischer Fußballspieler.

## Karriere

### Verein
Offensivakteur Taboada, der auf der Position des Rechtsaußen eingesetzt wurde, spielte mindestens 1935 für die Montevideo Wanderers in der Primera División. Im selben Jahr wechselte er zum Club Atlético Peñarol, dem er bis 1939 angehörte. 1935, 1936, 1937 und 1938 gewann sein Verein die Uruguayische Meisterschaft. Während dieser Zeit wird er zwar in der Stammformation geführt, musste sich in den Jahren 1935 und 1937 bis 1939 auf der Rechtsaußenposition die Einsatzzeiten mit Braulio Castro, Miguel Lauri, Feliciano Freire und Nicolás Orlando teilen.

### Nationalmannschaft
Taboada war Mitglied der A-Nationalmannschaft Uruguays, für die er zwischen dem 13. Januar 1935 und dem 20. September 1936 sechs Länderspiele absolvierte. Dabei erzielte er ein Länderspieltor. Er gehörte dem Aufgebot Uruguays bei der Südamerikameisterschaft 1935 an, bei der Uruguay den Titel gewann. Er nahm mit Uruguay an der Copa Hector Gomez der Jahre 1935 und 1936 teil. Überdies spielte er mit der Celeste bei der Copa Juan Mignaburu 1935.

### Erfolge
- Südamerikameister: 1935
- Uruguayischer Meister: 1935, 1936, 1937, 1938